# Reach Out (Hilary Duff)
Reach Out è il primo singolo di Hilary Duff estratto dal suo Best of e pubblicato nel 2008.

## La canzone
Reach Out è un sample della canzone Personal Jesus dei Depeche Mode. È stata scritta da Ryan Tedder e Kara DioGuardi che scrisse anche altre canzoni per la cantante. Il produttore è Ryan Tedder, cantante della band OneRepublic, che collaborò anche alla scrittura. Il 15 settembre è avvenuta la première del remix di Joe Bermudez sul suo canale ufficiale, ma la pubblicazione della traccia vera e propria è avvenuta il 3 ottobre e negli Stati Uniti ha avuto un notevole successo nelle classifiche dance.
Il brano è stato oggetto di critiche, oltre che per il video, per l'eccessiva provocazione del testo, che ha come contenuto desideri erotici di una ragazza. Esistono due versioni della canzone: una interpretata completamente dalla Duff e l'altra con la partecipazione del rapper The Prophet.

## Video musicale
Il video della canzone è stato girato il 13 e 14 settembre 2008. La regia del video è stata affidata a Philip Andelman e la première è avvenuta il 28 ottobre 2008 tramite il MySpace ufficiale della cantante. Nel video Hilary Duff appare con diversi costumi e l'ambientazione è quella di una villa ottocentesca. Nel video è presente anche il rapper The Prophet che ha anche collaborato alla canzone. Nel video compare con i capelli nuovamente biondi e con un nuovo taglio . Negli USA il video è stato censurato per le scene eccessivamente hot, bloccato dalle maggiori compagnie musicali americane che ritenevano eccessive le scene dove la cantante era ritratta legata ed imbavagliata, dove veniva soffocata come una pratica sessualmente trasgressiva e dove aveva in bocca il dito del protagonista maschile del video musicale. Alla fine la casa discografica ha dovuto modificare il video eliminando le scene criticate e sostituendole con altre meno spinte.

## Tracce
CD, download digitale
1. "Reach Out"— 4:15
2. "Reach Out" (Richard Vission Remix) — 6:16

Platinium Edition
CD
1. "Reach Out" — 4:15
2. "Reach Out" (Richard Vission Remix) — 6:16
3. "Reach Out" (Joe Bermudez Remix) — 4:15
4. "Reach Out" (Dj Escape & Dom Capello Remix) — 8:19
5. "Reach Out" (live At Gibson Amphiteatre Dignity World Tour 2007) -4:33
6. "Reach Out" (Alone Version)-3:26

DVD
1. "Reach Out" (music video)

## Classifiche
| Classifica (2008/2009)             | Posizione massima |
| ---------------------------------- | ----------------- |
| Australia                          | 51                |
| Italia                             | 3                 |
| Giappone                           | 72                |
| Regno Unito                        | 193               |
| U.S. Billboard Hot Dance Club Play | 1                 |